# 9147 Коуракуен
9147 Коуракуен (9147 Kourakuen) — астероїд головного поясу, відкритий 18 лютого 1977 року.
Тіссеранів параметр щодо Юпітера — 3,658.